# Ruschia ceresiana
Ruschia ceresiana är en isörtsväxtart som beskrevs av Schwant. Ruschia ceresiana ingår i släktet Ruschia och familjen isörtsväxter. Inga underarter finns listade i Catalogue of Life.